# Lijst van voetbalinterlands Guam - Singapore
Deze lijst van voetbalinterlands geeft een overzicht van alle officiële voetbalwedstrijden tussen de nationale teams van Guam en Singapore. De landen hebben tot op heden drie keer tegen elkaar gespeeld. De eerste ontmoeting, een vriendschappelijke wedstrijd, werd gespeeld in Singapore op 31 maart 2015. Het laatste duel, een kwalificatiewedstrijd voor het Wereldkampioenschap voetbal 2026, vond plaats op 17 oktober 2023 in Dededo.

## Wedstrijden
| № | Plaats    | Datum           | Competitie           | Wedstrijd        | Uitslag |
| - | --------- | --------------- | -------------------- | ---------------- | ------- |
| 1 | Singapore | 31 maart 2015   | Vriendschappelijk    | Singapore − Guam | 2 − 2   |
| 2 | Singapore | 12 oktober 2023 | WK 2026 kwalificatie | Singapore − Guam | 2 − 1   |
| 3 | Dededo    | 17 oktober 2023 | WK 2026 kwalificatie | Guam − Singapore | 0 − 1   |

## Samenvatting
| Competitie        | Totaal gespeeld | Winst Guam | Gelijk | Winst Singapore | Doelsaldo Guam – Singapore |
| ----------------- | --------------- | ---------- | ------ | --------------- | -------------------------- |
| WK-kwalificatie   | 2               | 0          | 0      | 2               | 1 − 3                      |
| Vriendschappelijk | 1               | 0          | 1      | 0               | 2 − 2                      |
| Totaal            | 3               | 0          | 1      | 2               | 3 − 5                      |

GFA ·
Bondscoaches ·
Topscorers · 
Guamees vrouwenvoetbalelftal ·
Guam U21
Amerikaans-Samoa ·
Aruba ·
Australië ·
Bangladesh ·
Bhutan ·
Cambodja ·
China ·
Filipijnen ·
Hongkong ·
India ·
Iran ·
Laos ·
Macau ·
Malediven ·
Mongolië ·
Myanmar ·
Nieuw-Caledonië ·
Noord-Korea ·
Oman ·
Pakistan ·
Palestina ·
Salomonseilanden ·
Singapore ·
Sri Lanka ·
Syrië ·
Tadzjikistan ·
Taiwan ·
Turkmenistan ·
Vanuatu ·
Vietnam ·
Zuid-Korea
FAS · 
Lijst van A-internationals · 
Singaporees vrouwenelftal
1960 – 1969 ·
1970 – 1979 ·
1980 – 1989 ·
1990 – 1999 ·
2000 – 2009 ·
2010 – 2019
Afghanistan ·
Argentinië ·
Australië · 
Azerbeidzjan · 
Bahrein · 
Bangladesh · 
Brunei · 
Cambodja · 
Canada · 
China · 
Denemarken · 
Fiji ·
Filipijnen · 
Finland · 
Ghana · 
Guam ·
Hongkong · 
India · 
Indonesië · 
Irak · 
Iran · 
Israël · 
Japan · 
Jemen ·
Jordanië · 
Kazachstan · 
Kirgizië · 
Koeweit · 
Laos · 
Libanon · 
Macau · 
Malediven · 
Maleisië · 
Mauritius ·
Mongolië · 
Myanmar · 
Nepal · 
Nieuw-Zeeland · 
Noord-Korea · 
Noorwegen · 
Oezbekistan · 
Oman · 
Oost-Timor · 
Pakistan · 
Palestina · 
Papoea-Nieuw-Guinea ·
Polen · 
Qatar ·
Salomonseilanden · 
Saoedi-Arabië · 
Sri Lanka · 
Syrië · 
Tadzjikistan · 
Taiwan · 
Thailand · 
Turkmenistan · 
Uruguay · 
Verenigde Arabische Emiraten · 
Vietnam · 
Zuid-Korea · 
Zuid-Vietnam · 
Zweden